# الاضطراب (كتاب)
الاضطراب: كيف تتكيّف الأمم مع الأزمات والتغيّرات؟ هو كتاب واقعي صدر عام 2019 من تأليف العالم والمؤرخ الأمريكي جارد دايموند. يحاول دايموند تحليل الأزمات المدمرة (السياسية والاقتصادية والمدنية والبيئية وغيرها) التي قد تدمر دولًا بأكملها والأسباب المتعددة المسببة لها. ولدعم تحليله بأمثلة من العالم الحقيقي، يبحث دايموند في الأزمات الماضية التي ضربت دولًا مثل فنلندا واليابان وتشيلي وإندونيسيا وألمانيا وأستراليا والولايات المتحدة. ويحاول أيضًا فهم الطرق التي يتعلم بها الأفراد كيفية التعامل مع الصدمات الشخصية وكيف يمكن تطبيق هذه الأساليب على الدول. وكان استنتاجه غير المتوقع هو أن الأفراد يتعلمون من الأزمات، ولكن الدول نادراً ما تتعلم. ويخلص أيضًا إلى أن الولايات المتحدة دولة تتفاقم فيها الأزمات.